# 有机锶化学
有机锶化学是研究碳-锶键的化合物的化学分支。
金属锶和卤代烃反应，可以得到RSrX，在反应中通常会先加入碘、镁或将锶制成汞齐来活化。用氯代烃和溴代烃反应的产率都较低。用二烃基汞和锶反应，可以得到二烃基锶：
Sr + R2Hg —THF→ R2Sr + Hg
金属锶和环戊二烯在液氨、四氢呋喃或DMF中反应，可以得到二茂锶。